# Wood Dale (Illinois)
Wood Dale es una ciudad ubicada en el condado de DuPage en el estado estadounidense de Illinois. En el Censo de 2010 tenía una población de 13770 habitantes y una densidad poblacional de 1.099,39 personas por km².

## Geografía
Wood Dale se encuentra ubicada en las coordenadas 41°57′59″N 87°58′51″O / 41.96639, -87.98083. Según la Oficina del Censo de los Estados Unidos, Wood Dale tiene una superficie total de 12.53 km², de la cual 12.23 km² corresponden a tierra firme y (2.36%) 0.3 km² es agua.

## Demografía
Según el censo de 2010, había 13770 personas residiendo en Wood Dale. La densidad de población era de 1.099,39 hab./km². De los 13770 habitantes, Wood Dale estaba compuesto por el 83.44% blancos, el 1.22% eran afroamericanos, el 0.22% eran amerindios, el 5.24% eran asiáticos, el 0.01% eran isleños del Pacífico, el 7.75% eran de otras razas y el 2.13% pertenecían a dos o más razas. Del total de la población el 20.31% eran hispanos o latinos de cualquier raza.